# Discontinuité (géologie)
Pour les articles homonymes, voir discontinuité.
En sciences de la Terre, une discontinuité est la frontière entre deux formations rocheuses dont les propriétés sont très nettement différentes.
La plupart des discontinuités à l'intérieur de la Terre sont des discontinuités sismiques, c'est-à-dire des frontières entre deux zones dont les vitesses sismiques (des ondes P comme des ondes S) sont différentes. Les discontinuités sismiques sont l'expression sismologique de discontinuités de composition chimique ou minéralogique, ou bien d'interfaces solide/liquide. Les trois principales discontinuités de la Terre profonde sont :
- la discontinuité de Mohorovičić (en abrégé : « le Moho »), située entre 7 et 60 km de profondeur, marque la limite entre la croûte (océanique ou continentale) et le manteau, et montre une variation de la nature des matériaux. Le Moho se situe entre 0 et 15 km sous la croûte océanique, 30 km sous une croûte continentale de type socle et à plus grande profondeur (jusqu'à 80 km) sous les chaînes de montagnes récentes ;
- la discontinuité de Gutenberg, située vers 2 900 km, marque la limite entre le manteau inférieur et le noyau externe, qui se comporte comme un liquide ;
- la discontinuité de Lehmann, située vers 5 100 km de profondeur, délimite le noyau externe et le noyau interne (appelé aussi graine solide).

Il existe d'autres discontinuités géologiques, notamment des discontinuités observables sur le terrain. En stratigraphie, la frontière entre deux ensembles de strates dont l'orientation ne concorde pas (une ancienne surface d'érosion) est appelée discordance.